# Омский мост (Курган)
О́мский мост — автодорожный мост в городе Кургане, Россия.

## Описание
Транспортный мост над рекой Тобол. По мосту проходит автомобильная дорога федерального значения Р-254 «Иртыш» (ранее М-51 «Байкал») к границе с Казахстаном.

## История
- Движение по мосту открыто 24 ноября 1981 года[1][2].
- 28 октября 2009 года открылся после ремонта. В торжественной церемонии приняли участие губернатор Курганской области Олег Алексеевич Богомолов, заместитель губернатора — директор Департамента строительства, госэкспертизы и жилищно-коммунального хозяйства Курганской области Валерий Владимирович Миронов, начальник ФГУ Управления федеральных автомобильных дорог «Южный Урал» Александр Зиновьевич Луцет, представители подрядных организаций, осуществлявших ремонт моста, — ОАО «Введенское ДРСУ» Автодорстрой», ОГУП «Каргапольское ДРСП», ОАО «Монтажное управление №78», представители Мостоотряда № 82 и др. Был выполнен ремонт опор и пролетных строений, полностью заменена проезжая часть с устройством гидроизоляции и укладкой новых слоев дорожной одежды, установлено оцинкованное металлическое барьерное ограждение, новые лестничные сходы и подходы к ним, освещение и др. Израсходовано свыше 104,7 млн. рублей.

Название моста связано с тем, что по нему проходит на восток в сторону Омска федеральная трасса.